# Lionel Scaloni
Lionel Sebastián Scaloni (pronunție în spaniolă [ljoˈnel eskaˈloni]; n. 16 mai 1978, Pujato⁠(d), Provincia Santa Fe, Argentina) este un antrenor profesionist de fotbal și fost jucător argentinian și în prezent este antrenorul echipei naționale Argentinei. Ca jucător, a evoluat pe postul de fundaș dreapta sau mijlocaș dreapta.
Și-a petrecut cea mai mare parte a carierei profesionale cu Deportivo de La Coruña în Spania, strângând un total de 258 de jocuri și 15 goluri în 12 sezoane în La Liga cu trei echipe. A mai jucat câțiva ani în Italia, cu Lazio și Atalanta.
Scaloni a adunat șapte selecții cu Argentina între 2003 și 2006 și a făcut parte din lotul Argentinei pentru Cupa Mondială din 2006. Mai târziu a devenit antrenor, conducând în special echipa națională la Copa America 2021, Cupa Campionilor CONMEBOL-UEFA  și titlul Cupei Mondiale FIFA 2022.

## Cariera de jucător

### Club

#### Primii ani și Deportivo
Născut în orășelul Pujato din provincia Santa Fe, cu origini italiene din Ascoli Piceno, Scaloni și-a început cariera în Prima Divizie a Argentinei cu clubul local Newell's Old Boys și apoi Estudiantes de La Plata, înainte de a se alătura echipei spaniole Deportivo de La Coruña în decembrie 1997 pentru 405 milioane de pesetas.
Folosit în mod regulat cu galicienii pe o perioadă de opt ani și jumătate, a concurat cu Manuel Pablo și Víctor pentru ambele locuri de start pe flancul drept. Din cauza unei accidentări la genunchi, a apărut în doar 14 meciuri din La Liga, deoarece Depor a câștigat titlul pentru prima dată.
După ce a avut o ceartă cu antrenorul Joaquín Caparrós, Scaloni sa alăturat echipei West Ham United, sub formă de împrumut, pe 31 ianuarie 2006, ultima zi a ferestrei de transferuri, în încercarea de a-și crește șansele de a fii chemat pentru viitoarea Cupă Mondială. A primit tricoul cu numărul 2 de la Tomáš Řepka și și-a făcut debutul în campionat pentru East Londoners împotriva lui Sunderland, pe 4 februarie; a ajutat echipa să ajungă în finala FA Cup, pierzând aceasta la loviturile de departajare în fața lui Liverpool.

#### Racing Santander

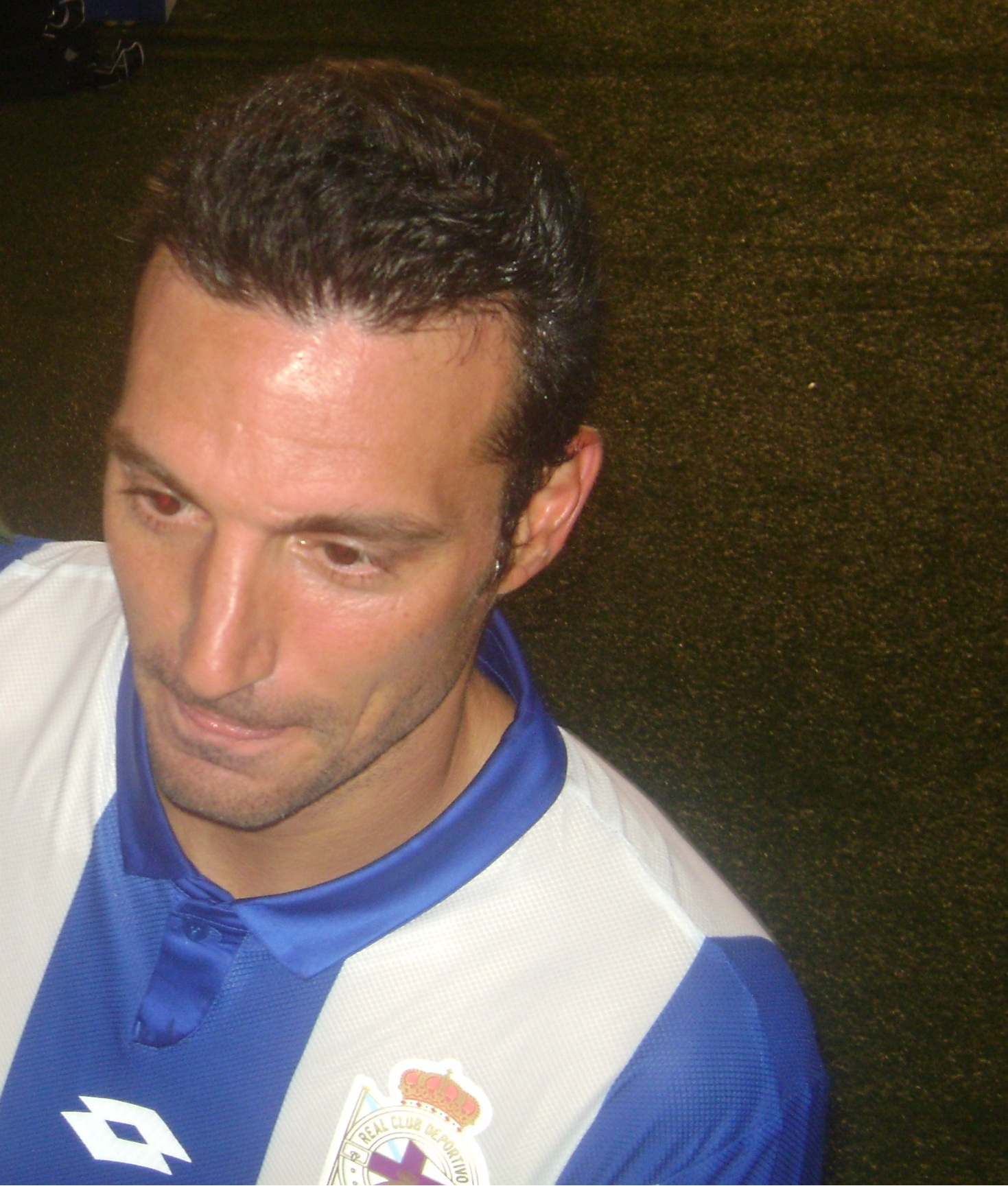
Scaloni ca jucător a lui Deportivo

Scaloni a părăsit West Ham după ce nu sa putut ajunge la un acord pentru un transfer definitiv. Deportivo l-a eliberat pe 1 septembrie 2006 alături de Diego Tristán, la o zi după încheierea perioadei de transferuri de vară.
Cu toate acestea, din cauza faptului că nu existau limitări pentru agenții liberi, două săptămâni mai târziu Scaloni a semnat un contract pe un an cu Racing de Santander, Cantabrienii au terminat ulterior la mijlocul tabelului. A apărut – și a început – în ambele meciuri împotriva fostului său club, ambele s-au încheiat la egalitate 0-0.

#### Italia
Pe 30 iunie 2007, Scaloni a plecat la SS Lazio în Serie A a Italiei pe un contract de cinci ani. În ianuarie a anului următor s-a întors în Spania, împrumutat la RCD Mallorca pentru 18 luni; s-a întors ulterior la Roma, unde a fost rar folosit în următoarele trei sezoane.
În vârstă de aproape 35 de ani, Scaloni s-a alăturat Atalantei în ianuarie 2013. A fost eliberat la sfârșitul campaniei, dar a resemnat după ce nu a reușit să găsească un nou club.

### Internațional
După ce și-a făcut debutul cu Argentina pe 30 aprilie 2003 într-un amical cu Libia, Scaloni a fost o selecție surpriză pentru Cupa Mondială FIFA 2006, luând locul veteranului Javier Zanetti, care a jucat și ca fundaș dreapta. Singura sa apariție a turneului a fost în victoria cu 2-1 în prelungiri împotriva Mexicului, pe 24 iunie 2006, pe Zentralstadion, meci pe care a început și a terminat.

## Cariera de antrenor
Pe 11 octombrie 2016, Scaloni s-a alăturat echipei de antrenori a compatriotului Jorge Sampaoli la Sevilla FC. În iunie 2017, când acesta din urmă a fost numit noul selecționer al naționalei, a fost numit din nou asistent.
Un an mai târziu, după eșecul țării la Cupa Mondială din Rusia, Scaloni și Pablo Aimar au fost numiți antrenori interimari până la sfârșitul anului. În noiembrie 2018, a fost confirmat în post până în luna iunie a anului următor, când urma să aibă loc Copa América 2019, în ciuda opoziției larg răspândite împotriva lui la acea vreme, a condus echipa pe locul trei în Brazilia.
Scaloni a condus Argentina la titlul Copa América din 2021 după ce a învins Brazilia, care au fost din nou gazde (1–0), ajutându-i să câștige primul lor trofeu în 28 de ani. În luna noiembrie a aceluiași an, a fost nominalizat la Premiul pentru cel mai bun antrenor de fotbal al FIFA,, dar nu a ajuns în ultimii trei finaliști.
La data de 1 iunie 2022, Argentina lui Scaloni a câștigat Finalissima 2022 după ce a învins Italia cu 3-0 pe stadionul Wembley. Pe 22 noiembrie, echipa sa a pierdut cu 2-1 în fața Arabiei Saudite în primul meci al lor din faza grupelor a Cupei Mondiale din Qatar; rezultatul a fost considerat statistic cea mai mare surpriză din istoria turneului. Cu toate acestea, au ajuns în fazele eliminatorii după ce au învins Mexic și Polonia. El și-a apărat jucătorii după controversele legate de victoria în sferturile de finală împotriva Olandei. După ce a învins Croația cu 3-0 în semifinale, națiunea a ajuns în finală pentru a doua oară în opt ani. Apoi a condus Argentina la al treilea titlu al Cupei Mondiale FIFA în finala împotriva Franței.

## Viața personală
Fratele mai mare al lui Scaloni, Mauro, a aparținut și el lui Deportivo, dar nu a trecut niciodată de echipa de rezerve. El și soția sa Elisa Montero au avut doi fii, Ian și Noah.
În aprilie 2019 Scaloni a fost lovit în timp ce mergea cu bicicleta în Calvià. Unele surse mass-media au raportat inițial că acesta este în stare gravă, dar a fost externat câteva ore mai târziu.

## Palmares

### Ca jucător
Deportivo
- La Liga: 1999–2000[5]
- Copa del Rey: 2001–2002[5]
- Supercopa de España: 2002[5]

West Ham
- Vicecampion FA Cup: 2005–2006[11]

Argentina
- Campionatul Mondial de Fotbal sub 20: 1997[5]

### Ca antrenor
Argentina
- Cupa Mondială FIFA: 2022[44]
- Copa America: 2021;[31] locul trei: 2019[30]
- Cupa Campionilor CONMEBOL-UEFA: 2022[34]